# Brian Kolodiejchuk
Padre Brian Kolodiejchuk, M.C. (Winnipeg, Canadá) é um sacerdote católico canadense, postulador dos processos de beatificação e canonização de Madre Teresa.

## História
De uma família de origem ucraniana, Brian Kolodiejchuk conheceu Madre Teresa de Calcutá em 1977, em Roma, um ano após sua irmã se tornar uma das Missionárias da Caridade. Na ocasião, foi convidado pela Madre para se juntar aos Missionários da Caridade. Começou pelos contemplativos, nascente primeiro ramo masculino da ordem, e acabou se tornando um dos primeiros Padres Missionários da Caridade, em 1984, último ramo masculino fundado por Madre Teresa, cujos sacerdotes cuidam da alma dos missionários e dos seus colaboradores.
Obteve seu bacharelado em Filosofia pelo St. Michael's College da Universidade de Toronto em 1977, mestrado em Filosofia pela Universidade de Manitoba em 1981, mestrado em Teologia pelo St. Joseph's Seminary and College, de Yonkers, em 1985 e doutorado em Psicologia Organizacional pelo Saybrook Institute, de São Francisco, em 2001. Foi ordenado ao sacerdócio em junho de 1985, na Igreja Católica Ucraniana de São João Batista em Newark (Nova Jérsia), pelo Metropolita Maxim Hermaniuk, CSsR, da Arqueparquia Católica Ucraniana de Winnipeg.
Padre Brian conviveu com ela até sua morte, em 1997. Em março de 1999, foi nomeado postulador dos processos de beatificação e canonização de Madre Teresa. Também foi superior geral dos Padres Missionários da Caridade e diretor do Mother Teresa Center em Roma.
Kolodiejchuk divide seu tempo entre Roma e uma casa da Missionários da Caridade em Tijuana, México.
É autor do livro que reuniu cartas de Madre Teresa de Calcutá, publicado em 2007, "Come Be My Light: The Private Writings of the Saint of Calcutta", e de outras obras sobra a Santa de Calcutá.

## Obras
- Madre Teresa de Calcutá; Pe. Brian Kolodiejchuk (editor). Venha, Seja Minha Luz. ISBN 9788582780251
- Madre Teresa de Calcutá; Pe. Brian Kolodiejchuk (editor). Um chamado à Misericórdia. Corações para amar e mãos para servir. ISBN 9786555358278
- Madre Teresa de Calcutá; Pe. Brian Kolodiejchuk (editor). Jesus is My All in All: Praying with the "Saint of Calcutta". ISBN 9780385527255
- Michael Dauphinais; Pe. Brian Kolodiejchuk; Roger W. Nutt. Mother Teresa and the Mystics: Toward a Renewal of Spiritual Theology. ISBN 9781932589818